# Battaglia di Troina
La battaglia di Troina è stato uno scontro bellico della seconda guerra mondiale avvenuto durante la liberazione della Sicilia nell'agosto 1943, nel territorio di Troina, più precisamente sui monti Nebrodi, e che vide contrapposte le forze militari italo-tedesche e quelle della 7ª Armata statunitense.

## Gli eventi
Nell'agosto del 1943, dopo che gli Alleati erano sbarcati in Sicilia, iniziò una lenta avanzata per liberare il resto dell'isola, durante la quale il territorio di Troina divenne il campo di una dura battaglia che dal 1º al 6 di agosto vide impegnati i soldati alleati, che avanzano verso Messina, ostacolati dalla resistenza dei soldati italiani e tedeschi arroccati in paese.
La 15ª Divisione Panzergrenadier del generale Rodt che, dopo aver perso Nicosia e Leonforte, dal 19 luglio si era ritirata sulla cima della montagna insieme alla 28ª Divisione fanteria "Aosta" e all'artiglieria della 26ª Divisione fanteria "Assietta".
Il 31 luglio i tedeschi respinsero un primo attacco del 39º Reggimento di fanteria della 9ª Divisione di fanteria statunitense temporaneamente aggregato alla 1ª Divisione.
Dal giorno successivo, le forze dell'Asse furono poste sotto un attacco senza tregua dalle forze statunitensi del generale Allen, coperti da nove battaglioni di artiglieria e con il supporto aereo dei bombardieri. Mentre la 1ª Divisione combatteva per il possesso di Troina, la 3ª Divisione di fanteria del generale Truscott incontrò resistenza a San Fratello, all'estremità settentrionale della "Linea dell'Etna". Lì la 29ª Division Panzergrenadier insieme con la 26ª Divisione di fanteria "Assietta", cui era stata assegnata la parte più esposta della linea, si erano trincerate su un crinale che dominava la strada costiera.
Dopo aver resistito per 5 giorni e aver lanciato circa venticinque contrattacchi, i tedeschi evacuarono la città nella notte tra il 5 e 6 agosto, ritirandosi verso Messina.
I giorni dello scontro furono cruenti e nefasti per la popolazione, che subì 116 vittime, e per l'abitato, in gran parte ridotto a macerie. A memoria dello scontro, si hanno anche gli scatti del celebre fotografo Robert Capa, dai quali fu tratta una delle sue foto più famose, quella di un uomo con in braccio una bambina rimasta ferita nei bombardamenti.
La popolazione ricevette la medaglia d'oro al valor civile in quanto "Avamposto di notevole importanza strategica sulla 'linea dell'Etna', occupato dalle forze dell'Asse al fine di arrestare l'avanzata delle truppe anglo-americane verso il continente, si trovò al centro di violenti combattimenti, subendo devastanti bombardamenti alleati che provocarono centinaia di vittime civili e la totale distruzione dell'abitato".